# Фоб
Фоб, також Фо́бос (грец. Φόϐος, від грец. φόβος — страх) — бог страху у античній Греції, син богині кохання Афродіти та бога війни — Ареса. Фоб, його брат Дейм (жах), а також богиня Еніо постійно супроводжують Ареса у битвах.
Фобос означає страх, звідси походить поняття фобії.
Асаф Холл, відкривач супутників планети Марс (давньоримський бог війни), нарік один з них Фобосом, а інший Деймосом.